# Feiertage in Irland
Gesetzliche Feiertage der Republik Irland sind:
| Feiertag (Deutsch)          | Feiertag (Englisch)         | Datum                                    | Bemerkungen                                                                                    |
| --------------------------- | --------------------------- | ---------------------------------------- | ---------------------------------------------------------------------------------------------- |
| Neujahr                     | New Year's Day              | 1. Januar                                |                                                                                                |
| Saint Brigid's Day (Imbolg) | Saint Brigid's Day (Imbolg) | 1. Februar oder Erster Montag im Februar | Erster Montag im Februar oder am 1. Februar, wenn es ein Freitag ist.                          |
| Saint Patrick’s Day         | Saint Patrick’s Day         | 17. März                                 | Nationalfeiertag der Republik Irland                                                           |
| Karfreitag                  | Good Friday                 | Ostersonntag - 2d                        | Kein gesetzlicher Feiertag; lediglich Banken, Schulen und Verwaltungen sind meist geschlossen. |
| Ostermontag                 | Easter Monday               | Ostersonntag + 1d                        |                                                                                                |
|                             | May Day                     | Erster Montag im Mai                     |                                                                                                |
|                             | June Holiday                | Erster Montag im Juni                    | Früher wurde stattdessen der Pfingstmontag begangen.                                           |
|                             | August Holiday              | Erster Montag im August                  |                                                                                                |
|                             | October Holiday             | Letzter Montag im Oktober                |                                                                                                |
| 1. Weihnachtsfeiertag       | Christmas Day               | 25. Dezember                             |                                                                                                |
| 2. Weihnachtsfeiertag       | St. Stephen's Day           | 26. Dezember                             |                                                                                                |
|                             |                             | 27. Dezember                             | Kein gesetzlicher Feiertag; lediglich Banken, Schulen und Verwaltungen sind meist geschlossen. |

Wenn ein gesetzlicher Feiertag auf einen Samstag, Sonntag oder auf einen (festen) gesetzlichen Feiertag fällt, wird der freie Tag verlegt. Der Arbeitgeber hat folgende Auswahl für seine Arbeitnehmer: einen freien Tag innerhalb eines Monats (Betriebsferien), einen Tag mehr Jahresurlaub oder einen Tag mehr Bezahlung (Flexibilisierung aufgrund der Auftragslage). Es ist dennoch gängige Praxis, den folgenden Wochentag als freien Tag für alle zu erklären.
Die letzten neu hinzugekommenen gesetzlichen Feiertage waren im Jahr 1994 der May Day und 2023 St. Brigid’s Day. Einige führende Politiker wie Ruairi Quinn (TD) haben sich für einen oder zwei zusätzliche Feiertage ausgesprochen, um im europäischen Durchschnitt zu liegen.